# Selección femenina de baloncesto de Alemania Democrática
La selección femenina de baloncesto de Alemania Democrática fue el equipo de baloncesto femenino que representó a Alemania Oriental en competiciones internacionales. Después de la reunificación alemana en 1990, el equipo dejó de existir y fue reemplazado por la actual selección femenina de baloncesto de Alemania. El equipo ganó una medalla de bronce durante el Campeonato Europeo de Baloncesto Femenino de 1966.

## Resultados

### Juegos Olímpicos
| Baloncesto en los Juegos Olímpicos | Baloncesto en los Juegos Olímpicos | Baloncesto en los Juegos Olímpicos | Baloncesto en los Juegos Olímpicos | Baloncesto en los Juegos Olímpicos | Baloncesto en los Juegos Olímpicos |
| ---------------------------------- | ---------------------------------- | ---------------------------------- | ---------------------------------- | ---------------------------------- | ---------------------------------- |
| Montreal 1976:                     | No clasificó                       | Moscú 1980:                        | No clasificó                       | Los Ángeles 1984:                  | No clasificó                       |
| Seúl 1988:                         | No clasificó                       | Barcelona 1992:                    | No clasificó                       | 1996–presente:                     | reunificada con Alemania           |

### Mundiales
| Copa Mundial de Baloncesto Femenino | Copa Mundial de Baloncesto Femenino | Copa Mundial de Baloncesto Femenino | Copa Mundial de Baloncesto Femenino | Copa Mundial de Baloncesto Femenino | Copa Mundial de Baloncesto Femenino |
| ----------------------------------- | ----------------------------------- | ----------------------------------- | ----------------------------------- | ----------------------------------- | ----------------------------------- |
| 1953:                               | No clasificó                        | 1957:                               | No clasificó                        | 1959:                               | No clasificó                        |
| 1964:                               | No clasificó                        | 1967:                               | 4º                                  | 1971:                               | No clasificó                        |
| 1975:                               | No clasificó                        | 1979:                               | No clasificó                        | 1983:                               | No clasificó                        |
| 1986:                               | No clasificó                        | 1990:                               | No clasificó                        | 1994–presente:                      | reunificada con Alemania            |

### Eurobasket
| Campeonato Europeo de Baloncesto Femenino | Campeonato Europeo de Baloncesto Femenino | Campeonato Europeo de Baloncesto Femenino | Campeonato Europeo de Baloncesto Femenino | Campeonato Europeo de Baloncesto Femenino | Campeonato Europeo de Baloncesto Femenino |
| ----------------------------------------- | ----------------------------------------- | ----------------------------------------- | ----------------------------------------- | ----------------------------------------- | ----------------------------------------- |
| 1938:                                     | No existía                                | 1950:                                     | No clasificó                              | 1952:                                     | 12º                                       |
| 1954:                                     | No clasificó                              | 1956:                                     | No clasificó                              | 1958:                                     | 9º                                        |
| 1960:                                     | No clasificó                              | 1962:                                     | No clasificó                              | 1964:                                     | 6º                                        |
| 1966:                                     | Medalla de bronce                         | 1968:                                     | 4º                                        | 1970:                                     | No clasificó                              |
| 1972:                                     | 7º                                        | 1974:                                     | No clasificó                              | 1976:                                     | No clasificó                              |
| 1978:                                     | No clasificó                              | 1980:                                     | No clasificó                              | 1981:                                     | No clasificó                              |
| 1983:                                     | No clasificó                              | 1985:                                     | No clasificó                              | 1987:                                     | No clasificó                              |
| 1989:                                     | No clasificó                              | 1991:                                     | No clasificó                              | 1993–presente:                            | reunificada con Alemania                  |